# Константинос Стефанопулос
Константинос Д. Стефанопулос (на гръцки: Κωνσταντίνος Στεφανόπουλος) е гръцки политик. Два пъти е бил президент на Гърция.

## Биография
Роден на 15 август 1926 година в град Патра. Завършва е право в Атинския университет през 1954 година. В периода 1954 – 1974 г. е адвокат, член на адвокатската колегия в родния си град. Политическата си кариера започва през 1958 г. в редовете на Националния радикален съюз. През 1964 година е избран за депутат от окръг Ахая. Избиран е за депутат от Нова демокрация през 1974, 1977, 1981 и 1985 година. Председател на парламентарната група и парламентарен представител от 1981 до 1985 г.
През 1974 г. участва в правителството на националното съгласие, оглавявано от Константинос Г. Караманлис, като министър на търговията. В следващите седем годин участва в правителствата на Нова демокрация като министър на вътрешните работи (ноември 1974 г. – септември 1976 г.), министър на обществените служби (септември 1976 г. – ноември 1977 г.) и министър без портфейл (1977 – 1981 г.).
През август 1985 г. Стефанопулос напуска Нова демокрация и на 6 септември същата година основава партията Демократично обновление. На изборите през 1989 година е избран за депутат от Атина. Остава председател на партията до юни 1994 г., когато тя се саморазпуска.
В президентските избори през 1995 г. е предложен за кандидат-президент от партията Политическа пролет (Πολιτικής Άνοιξης – ΠΟΛΑΝ) и с поддръжката на ПАСОК е избран за петия гръцки президент на 8 март 1995 г., на трето гласуване със 181 гласа. На 8 февруари 2000 г. е преизбран отново с 269 гласа.

## Отличия
- През 1999 г. е удостоен с орден „Стара планина“.[2]
- През 2000 г. е провъзгласен от Йерусалимския патриарх Диодор за Рицар на Светата гробница.